# Chrysina limbata
Chrysina limbata es una especie de escarabajo del género Chrysina, familia Scarabaeidae. Fue descrita científicamente por Rothschildt & Jordan en 1894.
Especie nativa de la región neotropical. Habita en América Central.